# Помню (песня)
Помню — песня украинской певицы Тины Кароль выпущенная 28 марта 2013 года. Композиция является первым синглом с мини-альбома «Помню».

## Описание
«Помню» — последняя из записанных песен Тиной Кароль на момент смерти мужа. Певица выпустила композицию в память о муже. В день трагического события, песня играла на повторе на официальном сайте певицы. Автором песни и слов является сама певица..
Сингл стал доступен для прослушивания на интернет-ресурсе "Яндекс.Музыка", а через три дня после релиза, стал доступен для бесплатного скачивания на официальном сайте певицы.
Песня "Помню" более шести недель держалась на первой строчке национального чарта TopHit.

## Видео
13 июня 2013 года, на официальном YouTube канале Тины Кароль состоялась премьера клипа на песню "Помню". Режиссёром видеоклипа выступил Ярослав Пилунский.
Данный клип пропитан моралью о том, что грусть и память бывают светлой. Фоном съемки послужила крыша киевской высотки на рассвете и карусель, окруженная развешанными простынями, недалеко от столицы.
Клип тут же стал самой обсуждаемой премьерой в социальных сетях и незамедлительно появился на главной странице портала YouTube, как один из самых популярных видеоклипов дня. Спустя всего один день, клип занял первое место музыкального чарта ТОП-10 на телеканале М1.
Видеоклип на песню «Помню» преодолел порог 10 000 000 просмотров.

## Список треков
| №  | Название                                       | Длительность |
| -- | ---------------------------------------------- | ------------ |
| 1. | «Помню»                                        | 3:53         |
| 2. | «Помню» (Max Creative & Andrew Rai Radio Edit) | 3:19         |
| 3. | «Помню» (Max Creative & Andrew Rai Remix)      | 5:44         |
| 4. | «Помню» (Instrumental)                         | 3:48         |

## История релиза
| Регион | Дата           | Формат                      | Версия  | Лейбл         | Прим.  |
| ------ | -------------- | --------------------------- | ------- | ------------- | ------ |
| Мир    | 26 апреля 2013 | Цифровая загрузка, стриминг | русская | Astra Records | [ 12 ] |
| СНГ    | 28 марта 2013  | Радиоротация                | русская | Astra Records | [ 13 ] |

## Чарт
| Страна                              | Высшая позиция |
| ----------------------------------- | -------------- |
| Украина (TopHit Украинский Топ-100) | 1              |
| (TopHit Киевский Топ-100)           | 1              |
| Россия и СНГ (TopHit Общий Топ-100) | 91             |
| Россия и СНГ (TopHit Общий годовой) | 110            |

### Годовые чарты
| Чарт (2013)                                | Позиция |
| ------------------------------------------ | ------- |
| Киев (Tophit City & Country Radio Hits)    | 23      |
| Украина (TopHit City & Country Radio Hits) | 13      |

## Награды и номинации
| Год  | Награда | Номинированная работа | Категория        | Результат | Ис.    |
| ---- | ------- | --------------------- | ---------------- | --------- | ------ |
| 2014 | “YUNA”  | «Помню»               | Лучший видеоклип | Номинация | [ 16 ] |
| 2014 | “YUNA”  | «Помню»               | Лучшая песня     | Номинация | [ 16 ] |